# Enchophyllum cruentata
Enchophyllum cruentata är en insektsart som beskrevs av Ernst Friedrich Germar. Enchophyllum cruentata ingår i släktet Enchophyllum och familjen hornstritar. Inga underarter finns listade i Catalogue of Life.